# Maria Cecilia Guerra
Maria Cecilia Guerra (née le 6 décembre 1957 à Nonantola) est une personnalité politique italienne, membre du Parti démocrate puis d'Article 1er - Mouvement démocrate et progressiste.

## Biographie
Secrétaire d'État du gouvernement Monti, Maria Cecilia Guerra devient vice-ministre au Travail du gouvernement Letta le 2 mai 2013. À la suite de la démission de Josefa Idem, elle se voit attribuer une délégation à l'Égalité des chances fin juin 2013. Le 28 février 2017, elle prend la direction du groupe parlementaire au Sénat des Democratici e progressisti.